# 鄧迪 (阿拉巴馬州)
鄧迪（英語：Dundee）是一個位於美國阿拉巴馬州傑尼瓦縣的非建制地區。該地的面積和人口皆未知。

## 地理
鄧迪的座標為31°07′14″N 85°40′18″W / 31.12055°N 85.67166°W，而該地最高點為海拔高度78米（即256英尺）。